# La Ròca (Erau)
La Ròca (en francès Laroque) és un municipi occità del Llenguadoc, situat al departament de l'Erau i a la regió d'Occitània.